# Camila Rodrigues Rebelo
Camila Rodrigues Rebelo (Vila Nova de Poiares, 3 febbraio 2003) è una nuotatrice portoghese, specializzata nel dorso.

## Biografia
Nel 2022 partecipa ai Giochi del Mediterraneo di Orano, conquistando la medaglia d'oro sia nei 100 che nei 200 metri dorso (stabilendo in quest'ultimo caso anche il nuovo record nazionale portoghese in 2'10"41).
Nel 2024, agli europei di Belgrado, ottiene la vittoria nei 200 metri dorso, migliorando anche il record nazionale con il tempo di 2'08"95.

## Palmarès
- Europei

Belgrado 2024: oro nei 200m dorso.
- Giochi del Mediterraneo

Orano 2022: oro nei 100m dorso e nei 200m dorso.
- Universiadi

Chengdu 2023: argento nei 100m dorso e nei 200m dorso.